# Gualán
Gualán ist eine rund 17.000 Einwohner zählende Kleinstadt und ein Municipio im Departamento Zacapa in Guatemala. Sie  liegt 168 km nordöstlich von Guatemala-Stadt und 36 km nordöstlich von Zacapa an der Atlantikfernstraße CA 9 auf 141 m Höhe.
Das 709 km² große Municipio erstreckt sich zwischen der Sierra de las Minas im Norden und der Sierra del Espíritu Santo im Süden im Tal des Río Motagua. Es hat insgesamt etwa 55.000 Einwohner, von denen der größte Teil Ladinos sind. Das Municipio besteht neben dem Hauptort Gualán aus 56 „Landgemeinden“ (Aldeas).  Hauptwirtschaftszweige sind die Landwirtschaft, das Handwerk und der Dienstleistungssektor.
Angrenzende Municipios sind Río Hondo im Westen sowie Zacapa und La Unión im Süden. Im Norden des Municipios verläuft auf dem Hauptkamm der Sierra de las Minas die Grenze zum Departamento Izabal, an das es zusammen mit Honduras auch im Osten grenzt.
Die Stadt Gualán hat seit 1896 einen Bahnhof, jedoch wurde der Verkehr auf der Bahnstrecke zwischen Guatemala-Stadt und Puerto Barrios an der Karibikküst 2007 eingestellt.